# 朱启祯
朱启祯（1927年12月19日—2014年4月23日），江苏宜兴人。中华人民共和国外交部副部长。

## 生平
1948年毕业于上海圣约翰大学。1949年11月入中國外交部。曾参加中美建交和中美八一七公报的谈判，1979年曾陪同邓小平访美。1984年8月至1989年10月任外交部副部長。1989年至1993年任中国驻美国大使。1993年至1998年任第八届全国人大常委会委员、外事委员会副主任委员。